# Cimetière militaire du Mont Noir
Le « Mont Noir Military Cemetery » est un cimetière de la Première Guerre mondiale situé à Saint-Jans-Cappel (Nord).

## Histoire
La colline où se trouve le cimetière a été capturée par le corps de cavalerie anglais (en) le 13 octobre 1914 et tenue tout au long de la bataille de la Lys en 1918. 
Sur le côté nord de la route de Berthen-Westoutre, se situe le Mémorial de la bataille de la 34e division, marquant la position finale du QG de la division dans la bataille de la Lys. 
Le cimetière fut créé entre avril et septembre 1918. À l'armistice, il contenait 91 tombes britanniques et 33 tombes françaises (tous du 26e régiment de dragons ou du 88e régiment d'infanterie). Entre août et septembre 1918 la 36e division d'Ulster (en) va compléter le cimetière par le rassemblement de tombes britanniques et françaises (dont une de novembre 1914) provenant des champs de bataille du sud ainsi que du cimetière britannique de Wolfhoek de St Jans Cappel, qui était au bord du chemin, à 200 mètres au sud-ouest du hameau de Wolfhoek et contenait les tombes de 23 soldats du Royaume-Uni.

## Victimes
| Pays        | Victimes |
| ----------- | -------- |
| Royaume-Uni | 146      |
| Canada      | 2        |
| Australie   | 1        |
| France      | 84       |
| Total       | 232      |

## Coordonnées GPS
50° 46′ 36″ nord, 2° 44′ 11″ est